# 蒂姆·克洛泽
蒂姆·克洛泽（德語：Timm Klose；1988年5月9日—）是一位德國出生的瑞士足球運動員。在場上的位置是中後衛。現效力於英冠球會布里斯托城。他曾代表瑞士國家足球隊參賽。

## 榮譽

### 球會
诺里奇城
- 英格蘭足球冠軍聯賽冠軍：2018–19賽季

### 國家隊
瑞士U21
- 歐洲U-21足球錦標賽冠軍：2011年